# Biochemiczna kaskada
Biochemiczna kaskada – cykle reakcji chemicznych, w których produkty jednej reakcji są spalane w następnej. W biochemii jest kilkanaście ważnych reakcji biochemicznych kaskad, w tym enzymatyczne kaskady, takie jak kaskada krzepnięcia krwi, Kaskada kwasu arachidonowego, dopełniacz i transdukcja sygnału, np. kaskada transdukcji sygnału węchowego.